# Komodor
Komodor je mornarički vojni čin, a u nekim vojskama je i čin ratnog zrakoplovstva. Naziv dolazi od francuske riječi commandeur (komander, zapovjednik), koji je bio najviši čin u viteškim redovima.  U nekim zemljama to je visoki časnički čin (kao i u HRM do 1999. godine), dok u drugima spada u red admiralskih činova. U Hrvatskoj ratnoj mornarici to je čin iznad kapetana bojnog broda (najviši viši časnički čin), a ispod čina kontraadmirala.

## Ratno zrakoplovstvo
U nekim vojskama komodor je i čin ratnog zrakoplovstva. Tako u Britanskom kraljevskom ratnom zrakoplovstvu postoji čin zrakoplovnog komodora (engl. Air Commodore ili skraćeno Air Cdre) koji odgovara činu brigadnog generala u Hrvatskoj vojsci, odnosno komodora u Hrvatskoj ratnoj mornarici. Zrakoplovni komodor je čin s jednom zvjezdicom (one-star-rank), a prema NATO kodovima rangiranja nosi oznaku OF-6.
Čin zrakoplovnog komodora u uporabi je i u još nekim ratnim zrakoplovstvima, prvenstveno ratnim zrakoplovstvima država Commonwealtha (Bangladeš, Gana, Indija, Pakistan, Australija, Novi Zeland).
U Argentinskom ratnom zrakoplovstvu također postoji čin komodora (španj. comodoro), ali on odgovara hrvatskom činu brigadira (nosi oznaku OF-5 prema NATO kodovima), te čin vicekomodora (španj. vicecomodoro), koji odgovara hrvatskom činu pukovnika (OF-4).